# 논산군 (1988년 선거구)
논산군은 대한민국의 옛 국회의원 선거구이다. 당시 충청남도 논산군 지역을 관할했다.

## 역사
대한민국 제13대 국회의원 선거를 앞두고 논산군·공주군에서 분리되면서 신설되었다.
1996년 3월, 논산군이 논산시로 승격되었다. 대한민국 제15대 국회의원 선거를 앞두고 금산군 선거구가 인구 하한선 밑으로 떨어지면서 논산시와 함께 선거구를 구성하게 됨에 따라 논산시·금산군 선거구를 형성하게 되면서 폐지되었다.

## 역대 국회의원
| 선거   | 정당 | 정당         | 의원   |
| ------ | ---- | ------------ | ------ |
| 1988년 |      | 신민주공화당 | 김제태 |
| 1992년 |      | 통일국민당   | 김범명 |

## 역대 선거 결과

### 대한민국 제13대 국회의원 선거
|  | 46.51% |

|  | 36.68% |

|  | 8.47% |

|  | 4.64% |

|  | 3.67% |

### 대한민국 제14대 국회의원 선거
|  | 24.80% |

|  | 21.15% |

|  | 19.44% |

|  | 18.57% |

|  | 7.42% |

|  | 7.12% |

|  | 1.45% |